# Alsting
Alsting település Franciaországban, Moselle megyében. Lakosainak száma 2493 fő (2022. január 1.). Alsting Saarbrücken, Etzling, Grosbliederstroff, Kerbach, Lixing-lès-Rouhling és Spicheren községekkel határos.

## Népesség
A település népességének változása:
| Lakosok száma | 1905 | 2209 | 2574 | 2705 | 2606 | 2572 | 2589 | 2535 | 2508 | 2493 |
|               | 1968 | 1982 | 1990 | 2006 | 2013 | 2015 | 2017 | 2019 | 2020 | 2022 |